# Kolegiata Niepokalanego Poczęcia Najświętszej Maryi Panny w Bormli
Kolegiata Niepokalanego Poczęcia (malt. Il-Knisja Kolleġġjata tal-Immakulata Kunċizzjoni, ang. Collegiate Church of the Immaculate Conception) jest to rzymskokatolicki kościół parafialny w Bormli na Malcie.

## Położenie

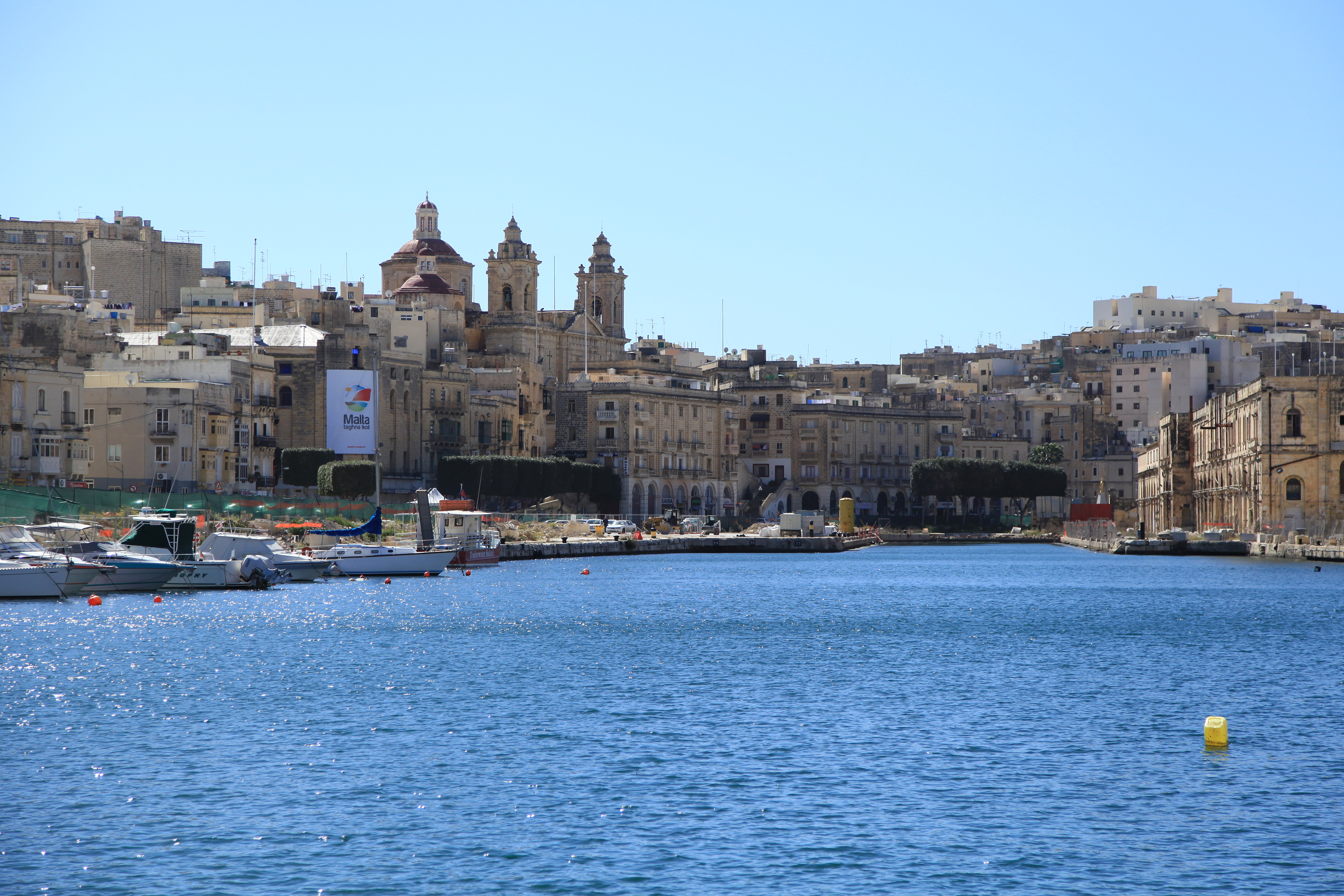
Kolegiata góruje ponad miastem

Kościół parafialny Niepokalanego Poczęcia leży na wzgórzu znanym jako L-Għolja tal-Ġonna (Wzgórze Ogrodów), frontem do Dockyard Creek.
Przed kościołem, umieszczona na postumencie, stoi figura Niepokalanie Poczętej, wykonana przez miejscowego rzeźbiarza Abrama Gatta.

## Historia
Zaledwie dziesięć lat po Wielkim Oblężeniu, w roku 1575, Mons. Pietro Dusina został wysłany do diecezji maltańskiej jako inkwizytor i delegat apostolski. W swoim raporcie z wizytacji zawarł informację, że w Bormli istnieje już kościół pod wezwaniem Matki Bożej Nieustającej Pomocy Succour, posiadający ołtarz główny oraz kilka ołtarzy bocznych. Posługę religijną w tym kościele sprawował ksiądz, wysyłany z parafii w Birgu, do której Bormla ówcześnie należała. 1 czerwca 1584 mieszkańcy Bormli wystosowali prośbę do biskupa Tomása Gargallo o ustanowienie tam osobnej parafii, zobowiązując się do zapewnienia stałej siedziby dla proboszcza. 15 września 1586 mieszkańcy ponowili swą prośbę, spisując odpowiedni akt notarialny dotyczący tej obietnicy, po czym jeszcze tego samego roku, lub roku następnego, wioska podniesiona została do rangi samodzielnej parafii.
Kościół przechodził szereg powiększeń i upiększeń, najważniejsze z nich były w latach 1627–1930, 1637. W czasie kadencji proboszcza Gian Marii Barbary, w roku 1680, rozpoczęto budowę praktycznie nowego kościoła. W roku 1686 architekt Lorenzo Gafà otrzymał zlecenie zaprojektowania wieży. Ze względu na różne problemy, w tym skutki dżumy z 1676 roku, lata suszy i ubóstwa, a także opóźnione decyzje w sprawie bocznych kaplic, budowa trwała lata. W pełni kościół został ukończony dopiero w roku 1732, jego uroczysta konsekracja przez biskupa Alpherana de Bussan nastąpiła 25 maja tegoż roku.
17 lipca 1822 papież Pius VII podniósł kościół do godności kolegiaty.

## Wygląd zewnętrzny i otoczenie
Kościół ma imponującą szeroką fasadę podzieloną na pięć zatok z doryckim belkowaniem ciągnącym się na całej długości. Fasada jest uboga pod względem dekoracji, a większość powierzchni ściany jest gładka i pozbawiona ozdobnych elementów architektonicznych. Architektura świątyni jest podobna do wielu innych kościołów Malty i charakteryzuje się dużą czerwoną kopułą i dwoma dzwonnicami po bokach fasady.

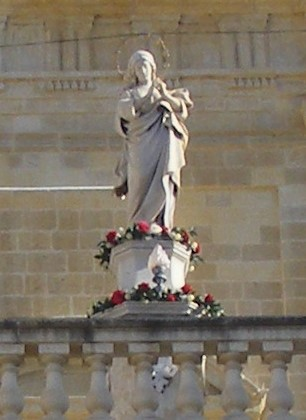
Figura Niepokalanej przed kościołem

Uważa się, że wraz z architektem Vincenzo Casanovą, w projektowanie i budowę kościoła zaangażowany był słynny maltański rzeźbiarz i architekt Lorenzo Gafà. W szczególności projekt dzwonnic przypisywany jest temu uznanemu barokowemu architektowi. Być może dlatego dzwonnice zachwycają oko swoim dekoracyjnym wyglądem, podczas gdy fasada kościoła ma dość prostą konstrukcję z kilkoma jedynie elementami dekoracyjnymi. Jest to zrekompensowane przez wspaniałe frontowe schody i dużą figurę Niepokalanej przed wejściem do kościoła.

## Wnętrze kościoła
Tytularny obraz Wniebowzięcie, wykonany w roku 1850, jest dziełem maltańskiego malarza Pietro Paolo Caruany; praca została sfinansowana przez Mons. Ludovico Mifsuda Tommasiego, poetę i teologa, który następnie przekazał malowidło kościołowi parafialnemu. Obraz jest oprawiony w bogato zdobioną marmurową ramę, wykonaną przez Włocha Federico Bonetti. Niezależnie od bogatej teologicznej treści, zaobserwowano, że obraz ten nosi proroczy przekaz ikonograficzny, ponieważ Matka Boża jest pokazana w białej sukni z jasnoniebieską szarfą wokół talii, dokładnie tak, jak miała się pojawić Bernadecie Soubirous w Lourdes w 1858 roku.
W 1905 roku kardynał Domenico Ferrata, jako delegat papieża Piusa X ukoronował obraz tytularny. Pięćdziesiąt lat później, w roku 1955, arcykapłan bazyliki św. Piotra w Rzymie, kardynał Federico Tedeschini, który przybył do Bormli, by poprowadzić obchody Roku Maryjnego w setną rocznicę ogłoszenia przez papieża Piusa IX dogmatu o Niepokalanym Poczęciu, dodatkowo ozdobił postać Maryi srebrną aureolą z 12 gwiazd.
Prawdziwy klejnot i bogate archiwum skarbów sztuki, kościół parafialny słynie ze srebrnych artefaktów, takich jak świeczniki, figury apostołów, mszały, antepedia, monstrancje oraz wyszywane złotem aksamitne obrusy ołtarzowe.
Oprócz obrazu nad ołtarzem głównym, kościół ten szczyci się także kilkoma innymi dziełami znanych mistrzów, w szczególności Alessio Erardiego, Gian Nicola Buhagiara, Francesco Zahry, Rocco Buhagiara, Virginio Montiego i Giuseppe Calì, którzy namalowali niezwykłe postaci czterech głównych starotestamentowych proroków na pendentywach pod główną kopułą oraz obrazy na sklepieniu nawy głównej.

### Statua procesyjna
Wewnątrz kościoła znajduje się piękna, posrebrzana rzeźba Matki Boskiej. Tradycja mówi, że oryginalna rzeźba procesyjna Niepokalanego Poczęcia została wyrzeźbiona w drewnie około roku 1680 przez S. Marię De Dominici, karmelitańską tercjarkę, uczennicę Mattia Preti. Jednak dzisiaj nic praktycznie nie istnieje z oryginalnego posągu, ponieważ w 1905 roku został on całkowicie, z wyjątkiem głowy, dłoni i stóp, pokryty srebrem.

### Inne dzieła sztuki
Kościół posiada wiele innych, godnych uwagi rzeźb i obrazów, zdobiących ściany wewnętrzne i sufit. Niektóre z nich pochodzą z XVII wieku, wiele innych wyszło spod dłuta wybitnych rzeźbiarzy XIX i XX wieku: drewniana rzeźba św. Józefa (1903) uważana jest za arcydzieło Abrama Gatta, posągowa grupa Chrzest Jezusa (1814) oraz Święty Michał (1819) są autorstwa Mariano Gerady, pochodzącego z Tarxien, który spędził większość swojego życia zawodowego w Cospicua, Matka Boża Różańcowa (1828) i Święta Agata (1846) są dziełem Pietro Paolo Azzopardiego, podczas gdy Święty Andrzej wyszedł spod dłuta Salvatore Psaili. Najstarszą rzeźbą w drewnie jest z pewnością słynny Krucyfiks z Kandii, prawdopodobnie dzieło z późnego średniowiecza, sprowadzone na Maltę po oblężeniu Kandii na Krecie w 1669 roku.

## Obchody święta patronalnego
Wspaniałe wnętrze kościoła współgra z imponującymi rozmiarami, a turyści mogą podziwiać jego piękno w każdej chwili. Ale najlepszym wyborem jest wizyta w dniu 8 grudnia, w święto Niepokalanego Poczęcia, patronki parafii. Obchody zaczynają się długo przed grudniem, ale kończą się w ósmym dniu miesiąca, kiedy to święto patronki parafii odbywa się z całą pompą i splendorem, które towarzyszą tradycyjnym maltańskim parafialnym zabawom na wolnym powietrzu. Bormla, jako jedna z nielicznych, opiera się przeniesieniu tego święta z okresu zimowego na letni, co stało się normą na Malcie, pomimo faktu, że grudzień znany jest z niesprzyjającej pogody. Archiwalne zapiski parafialne świadczą, że święto ku czci Najświętszej Maryi Panny obchodzone było co roku już w XVII wieku. Mieszkańcy Bormli ozdabiali wówczas figurę Maryi Panny, i nieśli na swoich ramionach krętymi uliczkami miasteczka.

## Ochrona dziedzictwa kulturowego
Kościół parafialny uznany został przez Maltański Urząd ds. Środowiska i Planowania (MEPA) jako pomnik 1 klasy.
Budynek świątyni wpisany jest na listę National Inventory of the Cultural Property of the Maltese Islands pod nr 00669. W wykazie NICPMI ujęta została osobno, pod nr 00670, marmurowa figura Matki Bożej, stojąca przed kościołem.